# 慈云桂
慈云桂（1917年—1990年），男，安徽桐城人，中国计算机科学家，现代巨型计算机研制的奠基者。

## 生平
1917年出生于安徽省桐城县，先后毕业于湖南大学机电系，昆明西南联大的清华大学无线电研究所研究生班。1946年8月，他在清华大学物理系，从事无线电实验室的创建工作。
1954年11月，慈云桂调至哈尔滨的中国人民解放军军事工程学院电子系，后于70年代初转至长沙的中国人民解放军国防科技大学。慈云桂曾任副校长，兼计算机系主任和研究所所长。1980年，当选为中国科学院学部委员（院士）。

## 学术贡献
慈云桂在康鹏等人的参与下，于1960年代主持研制成功441B-Ⅰ、Ⅱ型晶体管通用计算机。他后来主持研制出数十种型号的大、中、小型计算机，并开展了巨型智能计算机的研制工作。成功研制巨型计算机系列「银河」和「天河」的大多数研发人员都为慈云桂的学生。